# Prima Categoria Veneto 1960-1961
Il campionato di calcio di Prima Categoria 1960-1961 è stato il V livello del campionato italiano. A carattere regionale, fu il secondo campionato dilettantistico con questo nome dopo la riforma voluta da Zauli del 1958.
Questi sono i gironi organizzati del Comitato Regionale Veneto per la regione Veneto.

## Girone A

### Classifica finale
|  |     | 1ª Categoria girone A Veneto 1960-61             | Pt | G  | V  | N  | P  | GF | GS |
|  | --- | ------------------------------------------------ | -- | -- | -- | -- | -- | -- | -- |
|  | 1.  | U.S. Audace, S.Michele Extra                     | 42 | 26 | 17 | 8  | 1  | 45 | 16 |
|  | 2.  | U.S. Libertas Caldiero                           | 38 | 26 | 15 | 8  | 3  | 41 | 15 |
|  | 3.  | A.S. Minerbe, Minerbe                            | 38 | 26 | 17 | 4  | 5  | 60 | 31 |
|  | 4.  | U.S. Salus Legnago, Legnago                      | 32 | 26 | 13 | 6  | 7  | 47 | 30 |
|  | 5.  | U.S. Juventina, Monteforte d'Alpone              | 29 | 26 | 10 | 9  | 7  | 43 | 30 |
|  | 6.  | A.C. Cologna, Cologna Veneta                     | 29 | 26 | 12 | 5  | 9  | 38 | 31 |
|  | 7.  | A.C. Villafranca Veronese, Villafranca di Verona | 28 | 26 | 11 | 6  | 9  | 37 | 33 |
|  | 8.  | A.C. Bovolone, Bovolone                          | 25 | 26 | 9  | 7  | 10 | 41 | 41 |
|  | 9.  | A.C. Cardi Chievo, Chievo di Verona              | 25 | 26 | 11 | 3  | 12 | 41 | 47 |
|  | 10. | U.S. Soave, Soave                                | 23 | 26 | 6  | 11 | 9  | 25 | 32 |
|  | 11. | A.C. San Bonifacese, San Bonifacio               | 21 | 26 | 8  | 5  | 13 | 33 | 52 |
|  | 12. | A.S. San Giovanni Lupatoto, S. Giovanni Lupatoto | 15 | 26 | 4  | 7  | 15 | 35 | 54 |
|  | 13. | A.C. San Zeno, Verona                            | 11 | 26 | 2  | 7  | 17 | 27 | 58 |
|  | 14. | A.C. Longare Aurora, Longare                     | 8  | 26 | 1  | 6  | 9  | 17 | 75 |
|  |     |                                                  |    |    |    |    |    |    |    |

 5 gol di differenza nel computo totale reti fatte/subite (540/545).
Verdetti
- Longare Aurora e San Zeno, retrocessi in Seconda Categoria sono riammesse alla compilazione dei nuovi quadri stagionali.

## Girone B

### Classifica finale
|  |     | 1ª Categoria girone B Veneto 1960-61    | Pt | G  | V  | N  | P  | GF | GS |
|  | --- | --------------------------------------- | -- | -- | -- | -- | -- | -- | -- |
|  | 1.  | U.S. Azzurra, Sandrigo                  | 39 | 26 | 16 | 7  | 3  | 48 | 29 |
|  | 2.  | A.C. Bassano, Bassano del Grappa        | 39 | 26 | 16 | 7  | 3  | 52 | 28 |
|  | 3.  | A.C. Olimpia, Cittadella                | 34 | 26 | 14 | 6  | 6  | 43 | 22 |
|  | 4.  | A.C. Pellizzari, Arzignano              | 31 | 26 | 12 | 7  | 7  | 36 | 23 |
|  | 5.  | A.C. Thiene, Thiene                     | 31 | 26 | 14 | 3  | 9  | 47 | 41 |
|  | 6.  | U.S. Olimpica, Tezze d'Arzignano        | 26 | 26 | 9  | 8  | 9  | 47 | 43 |
|  | 7.  | C.S.I. Silva, Marano Vicentino          | 25 | 26 | 11 | 3  | 12 | 32 | 34 |
|  | 8.  | U.S. Cittadellese, Cittadella           | 25 | 26 | 8  | 9  | 9  | 35 | 41 |
|  | 9.  | U.S. Malo, Malo                         | 22 | 26 | 6  | 10 | 10 | 28 | 31 |
|  | 10. | U.S. Feltrese, Feltre                   | 22 | 26 | 8  | 6  | 12 | 32 | 39 |
|  | 11. | A.C. Industrie Cartigliano, Cartigliano | 22 | 26 | 8  | 6  | 12 | 40 | 48 |
|  | 12. | A.S. Breganze, Breganze                 | 20 | 26 | 7  | 6  | 13 | 30 | 42 |
|  | 13. | A.S. Ceramiche Novesi, Nove             | 15 | 26 | 3  | 9  | 14 | 17 | 41 |
|  | 14. | A.C. Lonigo, Lonigo                     | 13 | 26 | 3  | 7  | 16 | 28 | 53 |

Verdetti
- Spareggio per il 1º posto in classifica:
  - a ?? il ?? 1961: Azzurra Sandrigo-Bassano 1-0.

## Girone C

### Classifica finale
|  |     | 1ª Categoria girone C Veneto 1960-61         | Pt  | G   | V   | N  | P   | GF    | GS    |
|  | --- | -------------------------------------------- | --- | --- | --- | -- | --- | ----- | ----- |
|  | 1.  | A.C. Este, Este                              | 39  | 26  | 16  | 7  | 3   | 48    | 21    |
|  | 2.  | A.C. Rovigo, Rovigo                          | 37  | 26  | 15  | 7  | 4   | 54    | 21    |
|  | 3.  | A.C. Contarina, Contarina                    | 35  | 26  | 14  | 7  | 5   | 63    | 24    |
|  | 4.  | A.S. Monselice, Monselice                    | 32  | 26  | 14  | 4  | 8   | 39    | 28    |
|  | 5.  | A.C. Dextrosport, Castelmassa                | 29  | 26  | 9   | 11 | 6   | 44    | 34    |
|  | 6.  | U.S. Adriese, Adria                          | 28  | 26  | 9   | 10 | 7   | 24    | 21    |
|  | 7.  | U.S. Lendinarese, Lendinara                  | 28  | 26  | 9   | 10 | 7   | 41    | 38    |
|  | 8.  | A.C. Clodia, Chioggia                        | 27  | 26  | 10  | 7  | 9   | 29    | 27    |
|  | 9.  | C.S. Loreo, Loreo                            | 26  | 26  | 11  | 4  | 11  | 36    | 34    |
|  | 10. | A.C. Esedrabano, Abano Terme                 | 24  | 26  | 9   | 6  | 11  | 37    | 42    |
|  | 11. | A.C. Conti, Cavarzere                        | 24  | 26  | 8   | 8  | 10  | 34    | 40    |
|  | 12. | U.S. Petrarca, Padova                        | 15  | 26  | 4   | 7  | 15  | 30    | 50    |
|  | 13. | G.S. Galileo A.C. Battaglia, Battaglia Terme | 13  | 26  | 4   | 5  | 17  | 36    | 70    |
|  | 14. | U.C. Solesino, Solesino                      | 7   | 26  | 1   | 5  | 20  | 16    | 78    |
|  |     |                                              | 364 | 364 | 133 | 98 | 133 | 531 ? | 528 ? |

Verdetti
- Spareggio salvezza:
  - a ?? il ?? 1961: Esedrabano-Conti 1-0.
- La Conti è retrocessa in Seconda Categoria, è riammessa alla compilazione dei nuovi quadri stagionali.

## Girone D

### Classifica finale
|  |     | 1ª Categoria girone D Veneto 1960-61      | Pt  | G   | V   | N  | P   | GF  | GS  |
|  | --- | ----------------------------------------- | --- | --- | --- | -- | --- | --- | --- |
|  | 1.  | A.S. Coneglianese, Conegliano             | 37  | 26  | 15  | 7  | 4   | 51  | 19  |
|  | 2.  | A.C. San Stino, San Stino di Livenza      | 35  | 26  | 13  | 9  | 4   | 45  | 24  |
|  | 3.  | A.C. Montebelluna, Montebelluna           | 35  | 26  | 14  | 7  | 5   | 44  | 29  |
|  | 4.  | G.S. Giorgione, Castelfranco Veneto       | 32  | 26  | 14  | 4  | 8   | 42  | 26  |
|  | 5.  | A.C. Camponogarese, Camponogara           | 31  | 26  | 12  | 7  | 7   | 49  | 38  |
|  | 6.  | F.C. Dolo, Dolo                           | 30  | 26  | 13  | 4  | 9   | 53  | 39  |
|  | 7.  | A.S. Montello, Volpago del Montello       | 24  | 26  | 9   | 6  | 11  | 35  | 42  |
|  | 8.  | Libertas Ceggia, Ceggia                   | 23  | 26  | 10  | 3  | 13  | 46  | 48  |
|  | 9.  | A.C. Jesolo, Jesolo                       | 23  | 26  | 9   | 5  | 12  | 21  | 29  |
|  | 10. | Eraclea, Eraclea                          | 23  | 26  | 7   | 9  | 10  | 26  | 36  |
|  | 11. | A.C. Caorle, Caorle                       | 22  | 26  | 8   | 6  | 12  | 24  | 43  |
|  | 12. | A.C. Crocetta 1920, Crocetta del Montello | 20  | 26  | 8   | 4  | 14  | 30  | 45  |
|  | 13. | U.S. Opitergina, Oderzo                   | 18  | 26  | 5   | 8  | 13  | 20  | 34  |
|  | 14. | U.S. Italo Sport-Burano, Burano           | 11  | 26  | 3   | 5  | 18  | 27  | 61  |
|  |     |                                           | 364 | 364 | 140 | 84 | 140 | 513 | 513 |

- Opitergina, retrocessa in Seconda Categoria, è in seguito riammessa.

## Finali per il titolo e la promozione

### Semifinali
| Squadra 1                    | Totale | Squadra 2                     | Andata | Ritorno |
| ---------------------------- | ------ | ----------------------------- | ------ | ------- |
| U.S. Audace, S.Michele Extra | 5 - 1  | A.C. Este, Este               | 4 - 1  | 1 - 0   |
| U.S. Azzurra, Sandrigo       | 4 - 4  | A.S. Coneglianese, Conegliano | 3 - 0  | 1 - 4   |

Terza gara di spareggio:
| Squadra 1              | Risultato | Squadra 2                     |
| ---------------------- | --------- | ----------------------------- |
| U.S. Azzurra, Sandrigo | 2 - 0     | A.S. Coneglianese, Conegliano |

### Finali
| Squadra 1              | Totale | Squadra 2                    | Andata | Ritorno |
| ---------------------- | ------ | ---------------------------- | ------ | ------- |
| U.S. Azzurra, Sandrigo | 2 - 2  | U.S. Audace, S.Michele Extra | 2 - 1  | 0 - 1   |

Terza gara di spareggio giocata il 7 giugno 1961, a Lendinara:
| Squadra 1                    | Risultato | Squadra 2        |
| ---------------------------- | --------- | ---------------- |
| U.S. Audace, S.Michele Extra | 0 - 2     | Azzurra Sandrigo |

## Verdetti finali
- L'Azzurra Sandrigo è ammessa alle finali interregionali. In seguito rinuncia alla promozione in Serie D.
- L'Audace San Michele Extra è successivamente ammesso in Serie D a completamento organici.